# Chrysometa cebolleta
Chrysometa cebolleta là một loài nhện trong họ Tetragnathidae.
Loài này thuộc chi Chrysometa. Chrysometa cebolleta được Herbert W. Levi miêu tả năm 1986.